# Československá rugbyová unie
Československá rugbyová unie – nieistniejący już związek sportowy, którego obszarem działania był teren Czechosłowacji, posiadał on osobowość prawną i był jedynym prawnym reprezentantem czechosłowackiego rugby 15-osobowego i 7-osobowego, zarówno wśród mężczyzn, jak i kobiet we wszystkich kategoriach wiekowych w kraju i za granicą. Jego prawnym następcą jest Česká rugbyová unie.
Odpowiedzialny był za prowadzenie czechosłowackich drużyn narodowych, a także za szkolenie zawodników oraz organizowanie krajowych rozgrywek ligowych i pucharowych.
Początek istnienia rugby na terenie ówczesnej Czechosłowacji wyznacza rok 1925, wtedy to w słowackiej Bratysławie powstał pierwszy klub rugby – ŠK Slávia Bratysława. W roku następnym powstały pierwsze kluby na ziemiach czeskich SK Moravská Slavia oraz AFK Žižka Brno, a Ondřej Sekora opublikował zbiór przepisów pod tytułem Rugby, jak se hraje a jeho pravidla. Następnym krokiem było założenie związku – skupiający 160 graczy Československý svaz rugby-footballu z siedzibą w Bratysławie powstał w maju 1927 r. (według źródeł słowackich) lub w roku 1928 (według źródeł czeskich). Z tego też powodu za pierwsze międzynarodowe spotkanie czechosłowackiej reprezentacji uznawany jest albo mecz z Rumunią z 22 maja 1927, albo z Niemcami 9 listopada 1931. Pierwsze mistrzostwa kraju związek zorganizował w 1929 roku, jednak po sześciu edycjach rozgrywki zostały wstrzymane, pierwszy powojenny tytuł mistrza Czechosłowacji został przyznany w 1948 roku.
W 1934 r. został członkiem założycielem FIRA, a członkostwo w IRB otrzymał w 1988 roku. W 1990 roku związek zmienił nazwę na Československé Rugbyové Unie, a jego ostatnim prezesem został wybrany Miloš Dobrý. W związku z rozpadem Czechosłowacji związek przestał istnieć, a jego działanie kontynuowała Česká rugbyová unie.